# Massimo Nicolucci
Massimo Nicolucci (Napoli, 26 febbraio 1957) è un politico italiano.

## Biografia

### Elezione a deputato
Alle elezioni politiche del 2008 viene eletto deputato della XVI legislatura della Repubblica Italiana nella circoscrizione XIX Campania per Il Popolo della Libertà.